# Campionato europeo femminile di pallamano 2008
Il campionato europeo femminile di pallamano 2008 è stata l'ottava edizione del massimo torneo di pallamano per squadre nazionali femminili, organizzato dalla European Handball Federation (EHF). Il torneo si è disputato dal 2 al 14 dicembre 2008 nella Repubblica di Macedonia in due impianti. Vi hanno preso parte sedici rappresentative nazionali. Il torneo è stato vinto per la quarta volta, la terza consecutiva, dalla Norvegia, che in finale ha sconfitto la Spagna.

## Formato
Le sedici nazionali partecipanti sono state suddivise in quattro gironi da quattro squadre ciascuno. Le prime tre classificate accedevano alla seconda fase, dove sono state suddivise in due gironi da sei squadre ciascuno: ciascuna squadra portava nella seconda fase i punti conquistati contro le altre due qualificate del proprio girone e affrontava le altre tre squadre. Le prime due classificate accedevano alle semifinali, mentre le terze partecipavano alla finale per il quinto posto. Le prime due classificate sono qualificate al campionato mondiale 2009.

## Impianti
Il torneo è stato disputato in quattro sedi in Svezia.
| Ocrida                                            | Ocrida Skopje |
| ------------------------------------------------- | ------------- |
| Sportska sala Biljanini Izvori Capacità: 500      | Ocrida Skopje |
|                                                   | Ocrida Skopje |
| Skopje                                            | Ocrida Skopje |
| Sportski centar Boris Trajkovski Capacità: 10 000 | Ocrida Skopje |
|                                                   | Ocrida Skopje |

## Qualificazioni
Le qualificazioni al campionato europeo si sono sviluppate su due fasi e vi hanno preso parte 27 squadre nazionali, eccetto la Macedonia ammessa direttamente alla fase finale in qualità di Paese ospitante e le prime cinque classificate nell'edizione 2006 (Norvegia, Russia, Francia, Germania e Ungheria). Alla prima fase hanno preso parte 16 squadre nazionali, che sono state suddivise in tre gironi, uno da sei squadre e due da cinque squadre, e le prime tre classificate venivano ammesse alla seconda fase. Le 20 squadre partecipanti alla seconda fase si sono affrontate in play-off e le undici vincitrici venivano ammesse alla fase finale.

## Squadre partecipanti
| Pr. | Squadra     | Qualificata come                         | Precedenti partecipazioni                    |
| --- | ----------- | ---------------------------------------- | -------------------------------------------- |
| 1   | Macedonia   | Nazione organizzatrice della fase finale | 3 (1998, 2000, 2006)                         |
| 2   | Norvegia    | Detentrice del titolo                    | 7 (1994, 1996, 1998, 2000, 2002, 2004, 2006) |
| 3   | Russia      | Seconda al campionato europeo 2006       | 7 (1994, 1996, 1998, 2000, 2002, 2004, 2006) |
| 4   | Francia     | Terza al campionato europeo 2006         | 4 (2000, 2002, 2004, 2006)                   |
| 5   | Germania    | Quarta al campionato europeo 2006        | 7 (1994, 1996, 1998, 2000, 2002, 2004, 2006) |
| 6   | Ungheria    | Quinta al campionato europeo 2004        | 7 (1994, 1996, 1998, 2000, 2002, 2004, 2006) |
| 7   | Ucraina     | Vincente i play-off                      | 7 (1994, 1996, 1998, 2000, 2002, 2004, 2006) |
| 8   | Austria     | Vincente i play-off                      | 7 (1994, 1996, 1998, 2000, 2002, 2004, 2006) |
| 9   | Spagna      | Vincente i play-off                      | 4 (1998, 2002, 2004, 2006)                   |
| 10  | Portogallo  | Vincente i play-off                      | 0                                            |
| 11  | Croazia     | Vincente i play-off                      | 4 (1994, 1996, 2004, 2006)                   |
| 12  | Romania     | Vincente i play-off                      | 6 (1994, 1996, 1998, 2000, 2002, 2004)       |
| 13  | Bielorussia | Vincente i play-off                      | 3 (2000, 2002, 2004)                         |
| 14  | Svezia      | Vincente i play-off                      | 5 (1994, 1996, 2002, 2004, 2006)             |
| 15  | Danimarca   | Vincente i play-off                      | 7 (1994, 1996, 1998, 2000, 2002, 2004, 2006) |
| 16  | Serbia      | Vincente i play-off                      | 4 (2000, 2002, 2004, 2006)                   |

## Turno preliminare

### Gruppo A

#### Classifica finale
| Pos. | Squadra   | Pt | G | V | N | P | GF | GS | DR  |
| ---- | --------- | -- | - | - | - | - | -- | -- | --- |
| 1.   | Romania   | 6  | 3 | 3 | 0 | 0 | 84 | 71 | +13 |
| 2.   | Danimarca | 3  | 3 | 1 | 1 | 1 | 75 | 76 | -1  |
| 3.   | Ungheria  | 3  | 3 | 1 | 1 | 1 | 76 | 79 | -3  |
| 4.   | Francia   | 0  | 3 | 0 | 0 | 3 | 74 | 83 | -9  |

#### Risultati
| Skopje 3 dicembre 2008, ore 18:15 UTC+1 | Ungheria | 21 – 27 (9-11) referto | Romania | Sportski centar Boris Trajkovski |

| Skopje 3 dicembre 2008, ore 20:15 UTC+1 | Francia | 23 – 24 (13-10) referto | Danimarca | Sportski centar Boris Trajkovski |

| Skopje 5 dicembre 2008, ore 18:15 UTC+1 | Romania | 30 – 25 (17-13) referto | Francia | Sportski centar Boris Trajkovski |

| Skopje 5 dicembre 2008, ore 20:15 UTC+1 | Danimarca | 26 – 26 (16-17) referto | Ungheria | Sportski centar Boris Trajkovski |

| Skopje 7 dicembre 2008, ore 18:15 UTC+1 | Francia | 26 – 29 (14-15) referto | Ungheria | Sportski centar Boris Trajkovski |

| Skopje 7 dicembre 2008, ore 20:15 UTC+1 | Danimarca | 25 – 27 (13-10) referto | Romania | Sportski centar Boris Trajkovski |

### Gruppo B

#### Classifica finale
| Pos. | Squadra    | Pt | G | V | N | P | GF | GS  | DR  |
| ---- | ---------- | -- | - | - | - | - | -- | --- | --- |
| 1.   | Norvegia   | 5  | 3 | 2 | 1 | 0 | 88 | 60  | +28 |
| 2.   | Spagna     | 4  | 3 | 1 | 2 | 0 | 74 | 69  | +5  |
| 3.   | Ucraina    | 3  | 3 | 1 | 1 | 1 | 82 | 81  | +1  |
| 4.   | Portogallo | 0  | 3 | 0 | 0 | 3 | 67 | 101 | -34 |

#### Risultati
| Ocrida 3 dicembre 2008, ore 17:15 UTC+1 | Portogallo | 24 – 38 (14-17) referto | Ucraina | Sportska sala Biljanini Izvori |

| Ocrida 3 dicembre 2008, ore 19:15 UTC+1 | Norvegia | 21 – 21 (9-7) referto | Spagna | Sportska sala Biljanini Izvori |

| Ocrida 5 dicembre 2008, ore 17:15 UTC+1 | Spagna | 29 – 24 (12-13) referto | Portogallo | Sportska sala Biljanini Izvori |

| Ocrida 5 dicembre 2008, ore 19:15 UTC+1 | Ucraina | 20 – 33 (8-16) referto | Norvegia | Sportska sala Biljanini Izvori |

| Ocrida 7 dicembre 2008, ore 17:15 UTC+1 | Spagna | 24 – 24 (12-12) referto | Ucraina | Sportska sala Biljanini Izvori |

| Ocrida 7 dicembre 2008, ore 19:15 UTC+1 | Norvegia | 34 – 19 (16-9) referto | Portogallo | Sportska sala Biljanini Izvori |

### Gruppo C

#### Classifica finale
| Pos. | Squadra     | Pt | G | V | N | P | GF | GS | DR  |
| ---- | ----------- | -- | - | - | - | - | -- | -- | --- |
| 1.   | Russia      | 5  | 3 | 2 | 1 | 0 | 79 | 66 | +13 |
| 2.   | Svezia      | 4  | 3 | 1 | 2 | 0 | 64 | 50 | +14 |
| 3.   | Bielorussia | 3  | 3 | 1 | 1 | 1 | 77 | 71 | +6  |
| 4.   | Austria     | 0  | 3 | 0 | 0 | 3 | 53 | 86 | -33 |

#### Risultati
| Ocrida 2 dicembre 2008, ore 18:15 UTC+1 | Svezia | 21 – 21 (13-7) referto | Bielorussia | Sportska sala Biljanini Izvori |

| Ocrida 2 dicembre 2008, ore 20:15 UTC+1 | Russia | 31 – 22 (13-10) referto | Austria | Sportska sala Biljanini Izvori |

| Ocrida 4 dicembre 2008, ore 18:15 UTC+1 | Austria | 10 – 24 (5-11) referto | Svezia | Sportska sala Biljanini Izvori |

| Ocrida 4 dicembre 2008, ore 20:15 UTC+1 | Bielorussia | 25 – 29 (12-18) referto | Russia | Sportska sala Biljanini Izvori |

| Ocrida 6 dicembre 2008, ore 18:15 UTC+1 | Russia | 29 – 29 (5-8) referto | Svezia | Sportska sala Biljanini Izvori |

| Ocrida 6 dicembre 2008, ore 20:15 UTC+1 | Austria | 21 – 31 (12-14) referto | Bielorussia | Sportska sala Biljanini Izvori |

### Gruppo D

#### Classifica finale
| Pos. | Squadra   | Pt | G | V | N | P | GF | GS | DR |
| ---- | --------- | -- | - | - | - | - | -- | -- | -- |
| 1.   | Germania  | 6  | 3 | 3 | 0 | 0 | 89 | 80 | +9 |
| 2.   | Macedonia | 4  | 3 | 2 | 0 | 1 | 84 | 84 | 0  |
| 3.   | Croazia   | 2  | 3 | 1 | 0 | 2 | 86 | 89 | -3 |
| 4.   | Serbia    | 0  | 3 | 0 | 0 | 3 | 87 | 93 | -6 |

#### Risultati
| Skopje 2 dicembre 2008, ore 17:45 UTC+1 | Croazia | 30 – 26 (17-8) referto | Serbia | Sportski centar Boris Trajkovski |

| Skopje 2 dicembre 2008, ore 20:15 UTC+1 | Germania | 25 – 22 (11-10) referto | Macedonia | Sportski centar Boris Trajkovski |

| Skopje 4 dicembre 2008, ore 18:15 UTC+1 | Serbia | 31 – 32 (15-17) referto | Germania | Sportski centar Boris Trajkovski |

| Skopje 4 dicembre 2008, ore 20:15 UTC+1 | Macedonia | 31 – 29 (15-13) referto | Croazia | Sportski centar Boris Trajkovski |

| Skopje 6 dicembre 2008, ore 18:15 UTC+1 | Germania | 32 – 27 (19-13) referto | Croazia | Sportski centar Boris Trajkovski |

| Skopje 6 dicembre 2008, ore 20:15 UTC+1 | Macedonia | 31 – 30 (16-14) referto | Serbia | Sportski centar Boris Trajkovski |

## Turno principale

### Gruppo I

#### Classifica finale
| Pos. | Squadra   | Pt | G | V | N | P | GF  | GS  | DR  |
| ---- | --------- | -- | - | - | - | - | --- | --- | --- |
| 1.   | Norvegia  | 9  | 5 | 4 | 1 | 0 | 156 | 111 | +45 |
| 2.   | Spagna    | 6  | 5 | 2 | 2 | 1 | 117 | 110 | +7  |
| 3.   | Romania   | 6  | 5 | 3 | 0 | 2 | 143 | 141 | +2  |
| 4.   | Ungheria  | 3  | 5 | 1 | 1 | 3 | 114 | 134 | -20 |
| 5.   | Ucraina   | 3  | 5 | 1 | 1 | 3 | 130 | 148 | -18 |
| 6.   | Danimarca | 3  | 5 | 1 | 1 | 3 | 121 | 137 | -16 |

#### Risultati
| Ocrida 9 dicembre 2008, ore 16:15 UTC+1 | Ungheria | 26 – 24 (10-9) referto | Ucraina | Sportska sala Biljanini Izvori |

| Ocrida 9 dicembre 2008, ore 18:15 UTC+1 | Romania | 18 – 26 (9-9) referto | Spagna | Sportska sala Biljanini Izvori |

| Ocrida 9 dicembre 2008, ore 20:15 UTC+1 | Danimarca | 19 – 31 (12-10) referto | Norvegia | Sportska sala Biljanini Izvori |

| Ocrida 10 dicembre 2008, ore 16:15 UTC+1 | Romania | 40 – 32 (17-18) referto | Ucraina | Sportska sala Biljanini Izvori |

| Ocrida 10 dicembre 2008, ore 18:15 UTC+1 | Ungheria | 20 – 34 (8-13) referto | Norvegia | Sportska sala Biljanini Izvori |

| Ocrida 10 dicembre 2008, ore 20:15 UTC+1 | Danimarca | 26 – 23 (12-12) referto | Spagna | Sportska sala Biljanini Izvori |

| Ocrida 11 dicembre 2008, ore 16:15 UTC+1 | Ungheria | 21 – 23 (12-10) referto | Spagna | Sportska sala Biljanini Izvori |

| Ocrida 11 dicembre 2008, ore 18:15 UTC+1 | Danimarca | 25 – 30 (12-18) referto | Ucraina | Sportska sala Biljanini Izvori |

| Ocrida 11 dicembre 2008, ore 20:15 UTC+1 | Romania | 31 – 37 (14-19) referto | Norvegia | Sportska sala Biljanini Izvori |

### Gruppo II

#### Classifica finale
| Pos. | Squadra     | Pt | G | V | N | P | GF  | GS  | DR  |
| ---- | ----------- | -- | - | - | - | - | --- | --- | --- |
| 1.   | Germania    | 9  | 5 | 4 | 1 | 0 | 145 | 121 | +24 |
| 2.   | Russia      | 7  | 5 | 3 | 1 | 1 | 137 | 116 | +21 |
| 3.   | Croazia     | 4  | 5 | 2 | 0 | 3 | 149 | 146 | +3  |
| 4.   | Macedonia   | 4  | 5 | 2 | 0 | 3 | 129 | 145 | -16 |
| 5.   | Svezia      | 4  | 5 | 1 | 2 | 2 | 110 | 125 | -15 |
| 6.   | Bielorussia | 2  | 5 | 0 | 2 | 3 | 133 | 150 | -17 |

#### Risultati
| Skopje 8 dicembre 2008, ore 16:15 UTC+1 | Bielorussia | 35 – 43 (18-21) referto | Croazia | Sportski centar Boris Trajkovski |

| Skopje 8 dicembre 2008, ore 18:15 UTC+1 | Svezia | 22 – 33 (11-15) referto | Germania | Sportski centar Boris Trajkovski |

| Skopje 8 dicembre 2008, ore 20:15 UTC+1 | Russia | 43 – 24 (15-12) referto | Macedonia | Sportski centar Boris Trajkovski |

| Skopje 10 dicembre 2008, ore 16:15 UTC+1 | Russia | 24 – 21 (11-10) referto | Croazia | Sportski centar Boris Trajkovski |

| Skopje 10 dicembre 2008, ore 18:15 UTC+1 | Svezia | 24 – 23 (13-13) referto | Macedonia | Sportski centar Boris Trajkovski |

| Skopje 10 dicembre 2008, ore 20:15 UTC+1 | Bielorussia | 28 – 28 (14-13) referto | Germania | Sportski centar Boris Trajkovski |

| Skopje 11 dicembre 2008, ore 16:15 UTC+1 | Svezia | 24 – 29 (13-10) referto | Croazia | Sportski centar Boris Trajkovski |

| Skopje 11 dicembre 2008, ore 18:15 UTC+1 | Russia | 22 – 27 (12-14) referto | Germania | Sportski centar Boris Trajkovski |

| Skopje 11 dicembre 2008, ore 20:15 UTC+1 | Bielorussia | 24 – 29 (12-17) referto | Macedonia | Sportski centar Boris Trajkovski |

## Fase a eliminazione diretta

### Tabellone
|  | Semifinali | Semifinali | Semifinali |        |          | Finale          | Finale          | Finale          |  |
|  |            |            |            |        |          |                 |                 |                 |  |
|  | Norvegia   | Norvegia   | 24         |        |          |                 |                 |                 |  |
|  | Norvegia   | Norvegia   | 24         |        |          |                 |                 |                 |  |
|  | Russia     | Russia     | 18         |        |          |                 |                 |                 |  |
|  | Russia     | Russia     | 18         |        | Norvegia | Norvegia        | 34              |                 |  |
|  |            |            |            |        | Norvegia | Norvegia        | 34              |                 |  |
|  |            |            | Spagna     | Spagna | 21       |                 |                 |                 |  |
|  | Germania   | Germania   | Spagna     | Spagna | 21       | 29              |                 |                 |  |
|  | Germania   | Germania   |            |        |          | 29              |                 |                 |  |
|  | Spagna     | Spagna     | 32         |        |          | Finale 3º posto | Finale 3º posto | Finale 3º posto |  |
|  | Spagna     | Spagna     | 32         |        |          |                 |                 |                 |  |
|  |            |            |            |        |          |                 |                 |                 |  |
|  |            |            |            |        |          | Russia          | Russia          | 24              |  |
|  |            |            |            |        |          | Russia          | Russia          | 24              |  |
|  |            |            |            |        |          | Germania        | Germania        | 21              |  |

### Semifinali
| Skopje 13 dicembre 2008, ore 14:00 UTC+1 | Spagna | 32 – 29 (12-13) referto | Germania | Sportski centar Boris Trajkovski (1 000 spett.) |

| Skopje 13 dicembre 2008, ore 16:30 UTC+1 | Norvegia | 24 – 18 (12-7) referto | Russia | Sportski centar Boris Trajkovski (1 800 spett.) |

### Finale 5º posto
| Skopje 13 dicembre 2008, ore 11:30 UTC+1 | Romania | 36 – 33 (d.t.s.) (17-15; 29-29) referto | Croazia | Sportski centar Boris Trajkovski (500 spett.) |

### Finale 3º posto
| Skopje 14 dicembre 2008, ore 14:00 UTC+1 | Russia | 24 – 21 (17-11) referto | Germania | Sportski centar Boris Trajkovski (2 300 spett.) |

### Finale
| Skopje 14 dicembre 2008, ore 16:30 UTC+1 | Norvegia | 34 – 21 (13-12) referto | Spagna | Sportski centar Boris Trajkovski (5 000 spett.) |

## Classifica finale
| Pos.    | Nazione     |
| ------- | ----------- |
| Oro     | Norvegia    |
| Argento | Spagna      |
| Bronzo  | Russia      |
| 4       | Germania    |
| 5       | Romania     |
| 6       | Croazia     |
| 7       | Macedonia   |
| 8       | Ungheria    |
| 9       | Svezia      |
| 10      | Ucraina     |
| 11      | Danimarca   |
| 12      | Bielorussia |
| 13      | Serbia      |
| 14      | Francia     |
| 15      | Austria     |
| 16      | Portogallo  |

|  | Qualificata al campionato mondiale 2009 |

## Statistiche

### Classifica marcatrici
Fonte:.
| Pos. | Nome                    | Nazionale | Reti |
| ---- | ----------------------- | --------- | ---- |
| 1    | Linn-Kristin Riegelhuth | Norvegia  | 51   |
| 2    | Grit Jurack             | Germania  | 46   |
| 3    | Marta Mangué            | Spagna    | 43   |
| 4    | Anita Görbicz           | Ungheria  | 39   |
| 5    | Natalia Todorovska      | Macedonia | 38   |
| 6    | Valentina Elisei-Ardean | Romania   | 37   |
| 6    | Andrea Penezić          | Croazia   | 37   |
| 8    | Dijana Jovetić          | Croazia   | 33   |
| 8    | Julija Portjanko        | Macedonia | 33   |
| 10   | Kristina Franić         | Croazia   | 32   |

## Premi individuali
Migliori 7 giocatrici del torneo.
| Ruolo               | Giocatrice              |
| ------------------- | ----------------------- |
| Migliore giocatrice | Kristine Lunde          |
| Migliore difensore  | Nadežda Murav'ëva       |
| Portiere            | Katrine Lunde Haraldsen |
| Ala sinistra        | Valentina Elisei-Ardean |
| Terzino sinistro    | Tonje Larsen            |
| Centrale            | Kristine Lunde          |
| Terzino destro      | Grit Jurack             |
| Ala destra          | Linn-Kristin Riegelhuth |
| Pivot               | Begoña Fernández        |